# Richtersveldia
Richtersveldia là chi thực vật có hoa trong họ Apocynaceae.